# 坂崎一彥
坂崎一彥（日语：坂崎 一彦，1938年1月5日－2014年1月28日）是日本職業棒球選手，主要專職外野手位置。他出生於大阪府豐中市，1956年至1964年期間效力於讀賣巨人，1965年至1967年期間則轉而投效北海道日本火腿鬥士。

## 外部連結
- Kazuhiko Sakazaki at Baseball Reference.com（页面存档备份，存于）